# Dorfkirche Halenbeck (Prignitz)

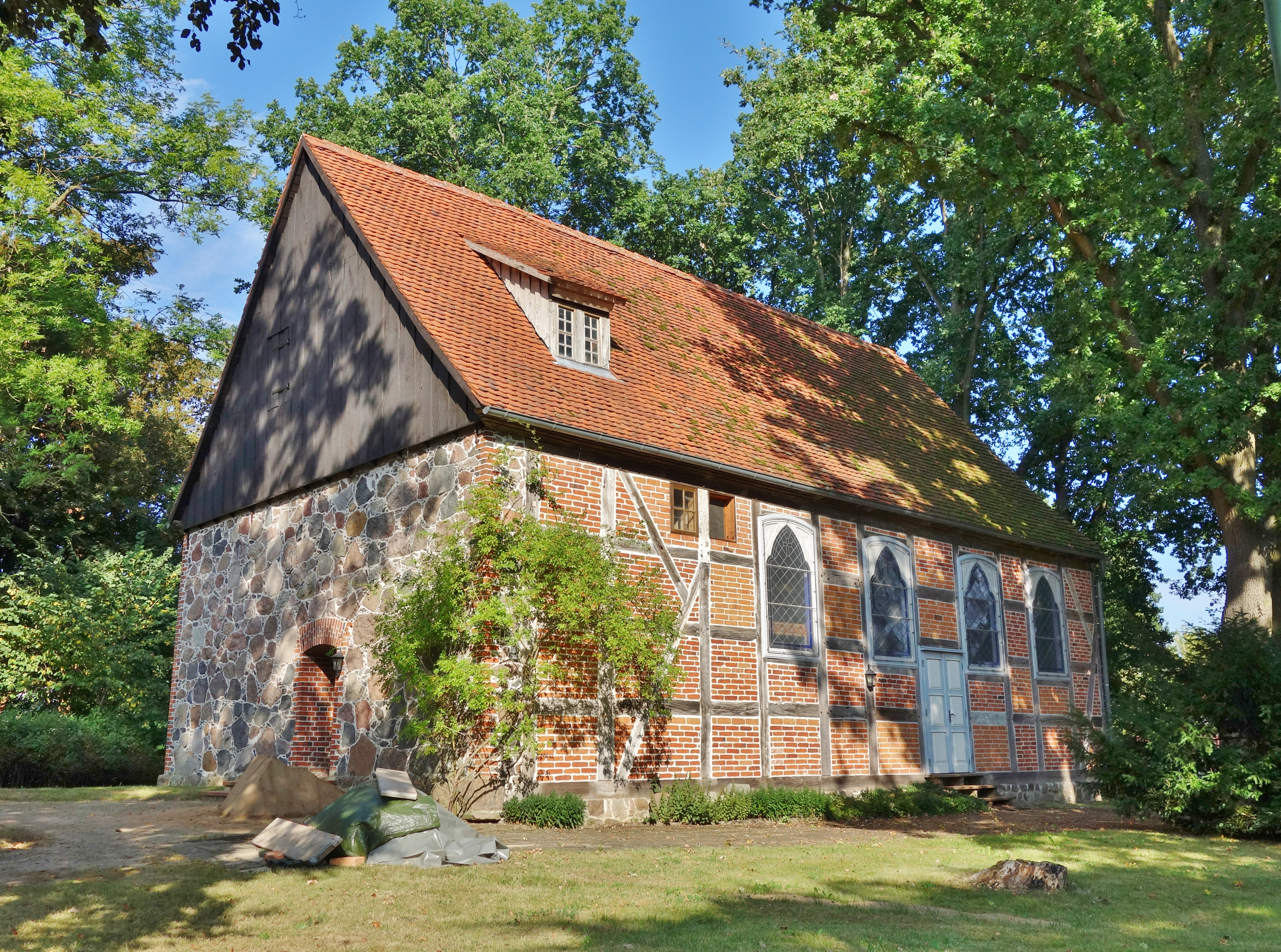
Dorfkirche Halenbeck, Außenansicht

Die Dorfkirche Halenbeck ist eine Saalkirche im Ortsteil Halenbeck der Gemeinde Halenbeck-Rohlsdorf im Landkreis Prignitz des Landes Brandenburg. Sie gehört zum Pfarrsprengel Meyenburg im Kirchenkreis Prignitz der Evangelischen Kirche Berlin-Brandenburg-schlesische Oberlausitz.
Sie wurde 1654 (nach anderen Angaben erst Mitte des 18. Jahrhunderts) als Fachwerkkirche ohne Turm gebaut. Die Fenster wurden gegen Ende des 19. Jahrhunderts verändert, dabei wurden vermutlich auch die Westwand erneuert und der Giebel verbrettert. Im Inneren befindet sich eine Balkendecke, die von drei Mittelpfosten getragen wird. Ab 1993 wurde die Kirche umfangreichen Sanierungsarbeiten unterzogen, am 3. Mai 1998 fand wieder ein Gottesdienst statt. In der Kirche befindet sich ein schlichter barocker Kanzelaltar, der 2010 erneuert wurde.